# Tetragnatha zhaoi
Tetragnatha zhaoi là một loài nhện trong họ Tetragnathidae.
Loài này thuộc chi Tetragnatha. Tetragnatha zhaoi được miêu tả năm 2003 bởi Zhu, Song & Zhang.